# Paul Grant
Pour les articles homonymes, voir Grant.
Paul Grant, né le 6 janvier 1974 à Pittsburgh en Pennsylvanie, est un joueur et entraîneur américain de basket-ball. Il évoluait au poste de pivot.